# クレア・フォーラニ
クレア・フォーラニ（Claire Forlani, 1972年7月1日 - ）は、イギリス・ロンドン出身の女優。
『ジョー・ブラックをよろしく』でブラッド・ピット演じる死神が恋した女性役で有名。「クレア・フォーラーニ」が英語の発音に近い。

## 来歴
イタリア系の父とイギリス人の母の間に生まれる。11歳の時に、ロンドンのThe Arts Educational Schoolに入学し、演技を学び始めた。6年間の在学中にダンスの勉強もし、それがその後の演劇で役に立つことになる。
1993年にサンフランシスコに移住し、映画『ポリスアカデミー777 モスクワ大作戦!!』に出演する。1996年の『ザ・ロック』で注目を浴び、1998年の『ジョー・ブラックをよろしく』でスターとなった。
2000年には、アメリカのStuff誌が選ぶ「最もセクシーな女性」の51位にランク入りし、翌年2001年にも同ランクの89位、そしてFHM誌が選ぶ「最もセクシーな女性」でも85位にランクされた。
2006年秋からドラマ『CSI:ニューヨーク』にも出演した。

### 私生活
彼女は過去にベニチオ・デル・トロ、ジョン・キューザック、ブラッド・ピット、ベン・スティラーと交際していたこともあったが、2007年にスコットランド出身の俳優ダグレイ・スコットと結婚した。

## 主な出演作品

### 映画
| 公開年 | 邦題 原題                                                              | 役名                           | 備考       |
| ------ | ---------------------------------------------------------------------- | ------------------------------ | ---------- |
| 1994   | ポリスアカデミー777 モスクワ大作戦!! Police Academy: Mission to Moscow | カトリーナ                     |            |
| 1995   | モール・ラッツ Mallrats                                                | ブランディ                     |            |
| 1996   | バスキア Basquiat                                                      | ジーナ                         |            |
| 1996   | ザ･ロック The Rock                                                     | ジェイド                       |            |
| 1997   | 死にたいほどの夜 The Last Time I Committed Suicide                     | ジョーン                       |            |
| 1998   | バジル Basil                                                           | ジュリア                       |            |
| 1998   | ジョー・ブラックをよろしく Meet Joe Black                              | スーザン・パリッシュ           |            |
| 1999   | ミステリー・メン Mystery Men                                           | モニカ                         |            |
| 2000   | 理想の恋人を見つけるための7つのジンクス Boys and Girls                 | ジェニファー                   |            |
| 2001   | サベイランス -監視- Antitrust                                          | アリス・ポールソン             |            |
| 2003   | ノースフォーク 天使がくれた奇跡 Northfalk                              | ハドフィールド夫人             |            |
| 2003   | ペンタゴン文書/合衆国の陰謀 The Pentagon Papers                        | パトリシア                     | テレビ映画 |
| 2003   | メダリオン The Medallion                                               | ニコル・ジェームス             |            |
| 2004   | ボビー・ジョーンズ ～球聖とよばれた男～ Bobby Jones: Stroke of Genius  | メアリー・マリオン・ジョーンズ |            |
| 2005   | フーリガン Hooligans                                                   | シャノン・ダナム               |            |
| 2005   | リプリー 暴かれた贋作 Ripley Under                                     | シンシア                       |            |
| 2007   | デス・リベンジ In the Name of the King: A Dungeon Siege Tale           | ソラナ                         |            |
| 2008   | フラッシュバック Flashbacks of a Fool                                  | ルース                         |            |
| 2009   | MI6 False Witness                                                      | ピッパ・ポーター               | テレビ映画 |
| 2009   | リピート ～許されざる者～ Not Forgotten                                | ケイティ                       |            |
| 2016   | レッド・ダイヤモンド Precious Cargo                                    | カレン                         |            |
| 2018   | ヘッド・フル・オブ・ハニー Head Full of Honey                          | 女主人                         |            |
| 2019   | ファイブ・フィート・アパート Five Feet Apart                           | メレディス                     |            |
| 2019   | ホステル ネクスト・レベル An Affair to Die For                         | ホリー                         |            |

### テレビシリーズ
| 放映年    | 邦題 原題                                                                                 | 役名                     | 備考                              |
| --------- | ----------------------------------------------------------------------------------------- | ------------------------ | --------------------------------- |
| 2006      | スティーヴン・キング 8つの悪夢 Nightmares & Dreamscapes: From the Stories of Stephen King | ドリス                   | ミニシリーズ エピソードCrouch End |
| 2006-2010 | CSI:ニューヨーク CSI:NY                                                                   | ペイトン・ドリスコル博士 | 11エピソード                      |
| 2011      | デイアフター2020 首都大凍結 Ice                                                           | ジャクリーン             | ミニシリーズ                      |
| 2011      | CAMELOT 〜禁断の王城〜 Camelot                                                            | イグレーヌ妃             | ミニシリーズ                      |
| 2011-2012 | NCIS:LA 〜極秘潜入捜査班 NCIS: Los Angeles                                                | ローレン・ハンター       | 7エピソード                       |
| 2016      | Hawaii Five-0                                                                             | アリシア・ブラウン       | シーズン7-2.3.4.17                |

## 日本語吹き替え
主に唐沢潤が担当していることが多い。
他には、田中敦子、沢海陽子、魏涼子なども担当したことがある。

## 参照
1. ↑  The Cast of Meet Joe Black - Claire Forlani
2. ↑  Claire Forlani Biography (1972-)